# Movistar Open 2000 - Qualificazioni singolare
Le qualificazioni del singolare  del Movistar Open 2000 sono state un torneo di tennis preliminare per accedere alla fase finale della manifestazione. I vincitori dell'ultimo turno sono entrati di diritto nel tabellone principale. In caso di ritiro di uno o più giocatori aventi diritto a questi sono subentrati i lucky loser, ossia i giocatori che hanno perso nell'ultimo turno ma che avevano una classifica più alta rispetto agli altri partecipanti che avevano comunque perso nel turno finale.
Le qualificazioni del torneo Movistar Open 2000 prevedevano 24 partecipanti di cui 4 sono entrati nel tabellone principale.

## Teste di serie
1. Emilio Benfele Álvarez (Qualificato)
2. Agustín Calleri (Qualificato)
3. Sebastián Prieto (secondo turno)
4. Luis Horna (secondo turno)

1. Assente
2. Mariano Hood (Qualificato)
3. Vasilīs Mazarakīs (secondo turno)
4. José Acasuso (ultimo turno)

## Qualificati
1. Emilio Benfele Álvarez
2. Agustín Calleri

1. Mariano Hood
2. Martin Spottl

## Tabellone

### Legenda
| - Q = Qualificato - WC = Wild card - LL = Lucky loser | - ALT = Alternate - SE = Special Exempt - PR = Protected Ranking | - w/o = Walkover - r = Ritirato - d = Squalificato |

### Sezione 1
|  | Primo turno       | Primo turno       | Primo turno    | Primo turno | Primo turno |  |  | Secondo turno | Secondo turno          | Secondo turno     | Secondo turno | Secondo turno |   |   | Ultimo turno | Ultimo turno           | Ultimo turno           | Ultimo turno | Ultimo turno |  |
|  |                   |                   |                |             |             |  |  |               |                        |                   |               |               |   |   |              |                        |                        |              |              |  |
|  |                   |                   |                |             |             |  |  |               |                        |                   |               |               |   |   |              |                        |                        |              |              |  |
|  |                   |                   |                |             |             |  |  | 1             | Emilio Benfele Álvarez | 4                 | 6             | 7             |   |   |              |                        |                        |              |              |  |
|  | Tomás Carbonell   | Tomás Carbonell   | 4              | 6           | 6           |  |  |               | Tomás Carbonell        | 6                 | 2             | 5             |   |   |              |                        |                        |              |              |  |
|  | Francisco Montana | Francisco Montana | 6              | 4           | 1           |  |  |               |                        |                   |               |               |   |   | 1            | Emilio Benfele Álvarez | Emilio Benfele Álvarez | 6            | 6            |  |
|  | Diego del Río     | Diego del Río     | Diego del Río  | 6           | 6           |  |  |               |                        |                   | Diego del Río | Diego del Río | 3 | 2 |              |                        |                        |              |              |  |
|  | Gabriel Keymer    | Gabriel Keymer    | Gabriel Keymer | 0           | 2           |  |  |               | Diego del Río          | Diego del Río     | 6             | 7             |   |   |              |                        |                        |              |              |  |
|  |                   |                   |                |             |             |  |  | 7             | Vasilīs Mazarakīs      | Vasilīs Mazarakīs | 4             | 5             |   |   |              |                        |                        |              |              |  |
|  |                   |                   |                |             |             |  |  |               |                        |                   |               |               |   |   |              |                        |                        |              |              |  |

### Sezione 2
|  | Primo turno     | Primo turno     | Primo turno     | Primo turno     | Primo turno |  |  | Secondo turno | Secondo turno   | Secondo turno   | Secondo turno | Secondo turno |   |   | Ultimo turno | Ultimo turno    | Ultimo turno    | Ultimo turno | Ultimo turno |  |
|  |                 |                 |                 |                 |             |  |  |               |                 |                 |               |               |   |   |              |                 |                 |              |              |  |
|  |                 |                 |                 |                 |             |  |  |               |                 |                 |               |               |   |   |              |                 |                 |              |              |  |
|  |                 |                 |                 |                 |             |  |  | 2             | Agustín Calleri | Agustín Calleri | 6             | 6             |   |   |              |                 |                 |              |              |  |
|  | Mark Merklein   | Mark Merklein   | Mark Merklein   | 6               | 6           |  |  |               | Mark Merklein   | Mark Merklein   | 4             | 4             |   |   |              |                 |                 |              |              |  |
|  | Ernesto Díaz    | Ernesto Díaz    | Ernesto Díaz    | 1               | 3           |  |  |               |                 |                 |               |               |   |   | 2            | Agustín Calleri | Agustín Calleri | 6            | 6            |  |
|  | Diego Veronelli | Diego Veronelli | Diego Veronelli | Diego Veronelli | 6           |  |  |               |                 | 8               | José Acasuso  | José Acasuso  | 4 | 1 |              |                 |                 |              |              |  |
|  | Luis Morejon    | Luis Morejon    | Luis Morejon    | Luis Morejon    | 2r          |  |  |               | Diego Veronelli | Diego Veronelli | 64            | 3             |   |   |              |                 |                 |              |              |  |
|  |                 |                 |                 |                 |             |  |  | 8             | José Acasuso    | José Acasuso    | 7             | 6             |   |   |              |                 |                 |              |              |  |
|  |                 |                 |                 |                 |             |  |  |               |                 |                 |               |               |   |   |              |                 |                 |              |              |  |

### Sezione 3
|  | Primo turno      | Primo turno      | Primo turno | Primo turno | Primo turno |  |  | Secondo turno | Secondo turno    | Secondo turno    | Secondo turno | Secondo turno |   |   | Ultimo turno | Ultimo turno | Ultimo turno | Ultimo turno | Ultimo turno |  |
|  |                  |                  |             |             |             |  |  |               |                  |                  |               |               |   |   |              |              |              |              |              |  |
|  |                  |                  |             |             |             |  |  |               |                  |                  |               |               |   |   |              |              |              |              |              |  |
|  |                  |                  |             |             |             |  |  | 3             | Sebastián Prieto | Sebastián Prieto | 63            | 4             |   |   |              |              |              |              |              |  |
|  | Dušan Vemić      | Dušan Vemić      | 6           | 5           | 7           |  |  |               | Dušan Vemić      | Dušan Vemić      | 7             | 6             |   |   |              |              |              |              |              |  |
|  | Eyal Ran         | Eyal Ran         | 1           | 7           | 5           |  |  |               |                  |                  |               |               |   |   |              | Dušan Vemić  | Dušan Vemić  | 3            | 68           |  |
|  | Phillip Harboe   | Phillip Harboe   | 1           | 6           | 6           |  |  |               |                  | 6                | Mariano Hood  | Mariano Hood  | 6 | 7 |              |              |              |              |              |  |
|  | Alexandre Simoni | Alexandre Simoni | 6           | 3           | 4           |  |  |               | Phillip Harboe   | Phillip Harboe   | 2             | 2             |   |   |              |              |              |              |              |  |
|  |                  |                  |             |             |             |  |  | 6             | Mariano Hood     | Mariano Hood     | 6             | 6             |   |   |              |              |              |              |              |  |
|  |                  |                  |             |             |             |  |  |               |                  |                  |               |               |   |   |              |              |              |              |              |  |

### Sezione 4
|  | Primo turno       | Primo turno       | Primo turno       | Primo turno | Primo turno |  |  | Secondo turno  | Secondo turno     | Secondo turno | Secondo turno | Secondo turno |   |   | Ultimo turno      | Ultimo turno      | Ultimo turno      | Ultimo turno | Ultimo turno |  |
|  |                   |                   |                   |             |             |  |  |                |                   |               |               |               |   |   |                   |                   |                   |              |              |  |
|  |                   |                   |                   |             |             |  |  |                |                   |               |               |               |   |   |                   |                   |                   |              |              |  |
|  |                   |                   |                   |             |             |  |  | 4              | Luis Horna        | 1             | 6             | 4             |   |   |                   |                   |                   |              |              |  |
|  | Francisco Cabello | Francisco Cabello | Francisco Cabello | 7           | 6           |  |  |                | Francisco Cabello | 6             | 4             | 6             |   |   |                   |                   |                   |              |              |  |
|  | Lucas Arnold Ker  | Lucas Arnold Ker  | Lucas Arnold Ker  | 62          | 2           |  |  |                |                   |               |               |               |   |   | Francisco Cabello | Francisco Cabello | Francisco Cabello | 63           | 4            |  |
|  | Hermes Gamonal    | Hermes Gamonal    | Hermes Gamonal    | 6           | 7           |  |  |                |                   | Martin Spottl | Martin Spottl | Martin Spottl | 7 | 6 |                   |                   |                   |              |              |  |
|  | Javier Sánchez    | Javier Sánchez    | Javier Sánchez    | 3           | 5           |  |  | Hermes Gamonal | Hermes Gamonal    | 6             | 3             | 1             |   |   |                   |                   |                   |              |              |  |
|  |                   |                   |                   |             |             |  |  | Martin Spottl  | Martin Spottl     | 3             | 6             | 6             |   |   |                   |                   |                   |              |              |  |
|  |                   |                   |                   |             |             |  |  |                |                   |               |               |               |   |   |                   |                   |                   |              |              |  |